# Moulin-Rouge (film, 1941)
 (août 2024).
Si vous disposez d'ouvrages ou d'articles de référence ou si vous connaissez des sites web de qualité traitant du thème abordé ici, merci de compléter l'article en donnant les références utiles à sa vérifiabilité et en les liant à la section « Notes et références ».
Pour les articles homonymes, voir Moulin rouge (homonymie).
Pour plus de détails, voir Fiche technique et Distribution.
Moulin-Rouge est un film musical français d’Yves Mirande et André Hugon, sorti en 1941.

## Fiche technique
- Titre : Moulin-Rouge
- Réalisation : Yves Mirande et André Hugon
- Scénario : Yves Mirande et André Hugon
- Décors : Lucien Jaquelux, Hugues Laurent
- Photographie : Raymond Agnel, Tahar Hannache
- Montage : Louise Mazier
- Musique : Jean Lenoir, Raoul Moretti, Lucien Pipon, Oscar Straus, René Sylviano, Georges Van Parys
- Production : André Hugon
- Société de production : Les Films André Hugon
- Société de distribution : Cinéma de France
- Pays :  France
- Format : Noir et blanc - 35 mm - 1,37:1 - Son mono
- Genre : Comédie - film musical
- Durée : 98 min.
- Dates de sortie :
- Finlande : 8 décembre 1940
- France : 15 janvier 1941

## Distribution
- Lucien Baroux : Loiseau
- René Dary : Lequérec
- Annie France : Lulu
- Simone Berriau : l'amie de Colorado
- Geneviève Callix : Eva
- Pierre Larquey : Perval
- Maurice Escande : Colorado
- Marcel Vallée : Davin
- Joséphine Baker : princesse Tam-Tam
- Noël Roquevert